# Lilia Tchanycheva
Lilia Tchanycheva (en russe : Лилия Айратовна Чанышева ; en bachkir : Лилиә Айрат ҡыҙы Чанышева), née le 6 février 1982 à Oufa, est une militante russe pour les droits humains et la démocratie. 
Elle s'engage à l'échelle locale, en Bachkirie, dans l'organisation d'Alexeï Navalny, la Fondation anticorruption. En 2021, elle est arrêtée puis condamnée à plusieurs années de détention. Elle est libérée le 1er août 2024 dans le cadre d'un large échange de prisonniers.

## Biographie

### Jeunesse, carrière professionnelle et premier engagements
Lilia Tchanycheva naît en 1982 à Oufa, en république de Bachkirie (ou Bachkortostan), sujet fédéral russe situé au sud du pays, dans l'Oural.
Douée en finance, elle étudie à l'Université des finances du gouvernement russe dont elle sort diplômée. Elle commence sa carrière comme consultante fiscale dans de grandes entreprises internationales implantées à Moscou. Elle travaille ensuite dans la comptabilité. Le  militant d'opposition à Vladimir Poutine Alexeï Navalny la décrit ainsi : « Consultante dans une entreprise du Big Four, elle avait des diplômes prestigieux, une carrière brillante, de belles perspectives et un salaire trois fois plus élevé que ce que nous pouvions la payer. ».
En 2013, elle fait partie de son équipe de campagne lorsqu'il tente sans succès de se faire élire comme maire de Moscou.

### Militantisme local
En 2018, Lilia Tchanycheva s'engage comme militante d'opposition à Vladimir Poutine en intégrant la Fondation anticorruption, ONG fondée par Alexeï Navalny,. Elle est à la tête du bureau de l'organisation dans la république de Bachkirie. À ce poste, la militante coordonne les initiatives locales de lutte contre la corruption, ou en faveur d'élections libres et de la liberté d'expression. 
Elle est interdite de participation aux élections parlementaires locales ou aux municipales à Oufa, mais profite de son expertise financière pour réaliser une analyse du budget régional. En 2019, elle se fait connaître par une vidéo tournée au sein de l'Assemblée d'État de Bachkirie lors des débats sur le budget du sujet fédéral russe. Elle s'adresse aux représentants, leur disant : « Comment augmenter les entrées d’argent ? Volez moins, messieurs, mangez moins aux réceptions offertes par Khabirov [le dirigeant de république de Bachkirie], augmentez moins son salaire ! ». Son micro est coupé et elle est expulsée de la salle par la sécurité mais la vidéo est diffusée en ligne sur les réseaux sociaux.
Lilia Tchanycheva participe aussi à un mouvement d'opposition local à un projet de mine de calcaire sur le mont Kouchtaou (en). Après la préparation de pétitions et la mobilisation de milliers de manifestant, il est finalement abandonné en 2020,.
Elle réalise également une enquête sur la corruption à l'échelle locale dans laquelle elle s'en prend directement au dirigeant de Bachkirie, Radi Khabirov, et à sa femme, accusés de détourner l'argent public pour leur profit personnel. Selon Leonid Volkov, c'est cette action qui déclenche la répression du régime russe. 

### Poursuites judiciaires et libération
Durant les années où elle milite contre la corruption et le régime russe, elle est plusieurs fois arrêtée et perquisitionnée, avant d'être relâchée.
Le 10 novembre 2021, elle est arrêtée le lendemain d'une perquisition à son domicile et accusée d'« extrémisme » en raison de son engagement dans le réseau de Navalny, déclaré par les autorités « organisation extrémiste » ; elle est ensuite placée en détention provisoire à Moscou, et y reste plus d'un an et demi. Ses avocats et ses proches ont des difficultés à venir lui rendre visite. Elle affirme que l'affaire la visant est « politique » et se considère comme « femme politique, persécutée par des opposants-hommes : Poutine et Khabirov ».
Les premières audiences de son procès ont lieu à huis clos fin mai 2023. Le 14 juin 2023, Lilia Tchanycheva est reconnue coupable, par un tribunal d'Oufa, de la création d'une « organisation extrémiste » et condamnée à sept ans et demi de prison, après que le parquet a requis 12 ans d'emprisonnement contre elle. Le tribunal lui interdit également « de gérer des sites Internet et d'organiser des rassemblements de masse » durant 7 ans. Son avocat dénonce le jugement et la militante appelle à « faire de la Russie un pays libre, pacifique et humain ». Elle réclame également un aménagement de peine pour avoir « une chance de devenir mère »,.
Elle passe deux ans et neuf mois en prison, durant lesquels elles continue à être active politiquement, travaillant sur des dossiers comme la télémédecine ou le tri des déchets. Sa peine est encore alourdie par la suite, à neuf ans et demi, en raison de son activité politique en détention. Des manifestations ont lieu en dehors de Russie, pour sa libération et elle inspire d'autres Russes opposants à Vladimir Poutine. L'organisation Amnesty International appelle à sa libération, à l'abandon des charges qui pèsent contre elle et à la modification de la loi « antiextrémisme » pour garantir les droits des citoyens.
Elle est finalement libérée, aux côtés de 25 autres personnes détenues en Russie et Biélorussie, lors d'un important échange de prisonniers à Ankara. Plusieurs jours auparavant, elle avait disparu de la colonie pénitentiaire IK-28 de Berezniki, où elle était détenue depuis sa condamnation.

## Vie privée
En 2021, elle se marie avec Almaz Gatine, peu de temps avant d'être arrêtée. Elle espère avoir « une chance de devenir mère ».

## Récompenses et distinctions
Le 3 décembre 2024, la BBC la fait figurer parmi les 100 Women de 2024, une liste de femmes inspirantes ou influentes, qui ont contribué à marquer l'année dans tous les domaines.